# Autogolpe de Estado

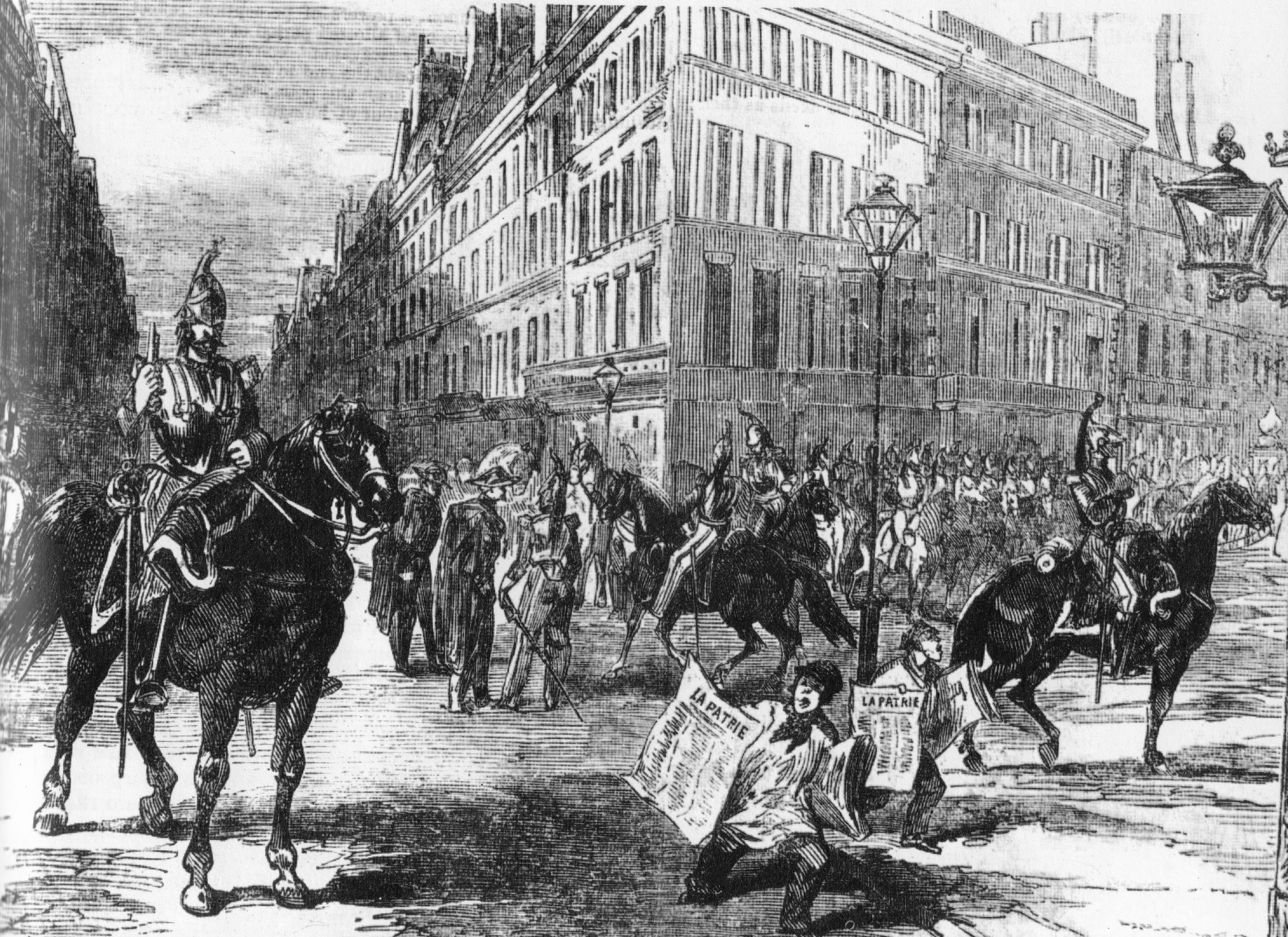
Caballería en las calles de París durante el autogolpe de Estado en Francia de 1851 por el que el presidente elegido democráticamente Louis-Napoléon Bonaparte tomó el poder dictatorial. Un año más tarde fue proclamado emperador de los franceses.

Un autogolpe de Estado es una forma de golpe de Estado en la que quien dirige una nación, tras haber llegado al poder acorde al derecho, viola la legalidad vigente  y asume ilegalmente poderes extraordinarios no concedidos en circunstancias normales, generalmente para afianzarse en su posición.
Las medidas concretas adoptadas pueden incluir: disolver o deja sin poder a la legislatura nacional, anulación de la constitución nacional, suspensión de los tribunales civiles o asunción de poderes dictatoriales por parte de quien ostente la jefatura de Gobierno. Se calcula que entre 1946 y 2020 se produjeron 148 intentos de autogolpe: 110 en autocracias y 38 en democracias.

## Etimología
El término «autogolpe» apareció por primera vez y se popularizó en Iberoamérica para describir ciertos intentos de los mandatarios iberoamericanos por mantenerse en el poder. Sin embargo, no existe un consenso general en cuanto a la definición exacta del concepto de autogolpe.

## Acontecimientos notables descritos como autogolpes
| País          | Cargo                                                               | Jefe de Estado          | Fecha                    | Evento                                       |
| ------------- | ------------------------------------------------------------------- | ----------------------- | ------------------------ | -------------------------------------------- |
| Suecia        | Rey de Suecia                                                       | Gustavo III de Suecia   | 19 de agosto de 1772     | Revolución de 1772                           |
| Brasil        | Emperador de Brasil                                                 | Pedro I de Brasil       | 12 de noviembre de 1823  | Noche de Agonía                              |
| Francia       | Presidente de Francia                                               | Napoleón III Bonaparte  | 2 de diciembre de 1851   | Autogolpe de Estado en Francia de 1851       |
| México        | Presidente de México                                                | Ignacio Comonfort       | 17 de diciembre de 1857  | Plan de Tacubaya                             |
| Bulgaria      | Príncipe de Bulgaria                                                | Alejandro I de Bulgaria | 27 de abril de 1881      | Golpe de Estado en Bulgaria de 1881          |
| Brasil        | Presidente de Brasil                                                | Deodoro da Fonseca      | 3 de noviembre de 1891   | Golpe de Estado en Brasil de 1891            |
| Uruguay       | Presidente de Uruguay                                               | Juan Lindolfo Cuestas   | 10 de febrero de 1898    | Consejo de Estado de 1898                    |
| Alemania      | Canciller de Alemania                                               | Adolf Hitler            | 23 de marzo de 1933      | Ley habilitante de 1933                      |
| Uruguay       | Presidente de Uruguay                                               | Gabriel Terra           | 31 de marzo de 1933      | Golpe de Estado en Uruguay de 1933           |
| Estonia       | Primer ministro de Estonia                                          | Konstantin Päts         | 12 de marzo de 1934      | Golpe de Estado en Estonia de 1934           |
| Austria       | Canciller de Austria                                                | Engelbert Dollfuss      | 1 de mayo de 1934        | Constitución austriaca de 1934               |
| Letonia       | Primer ministro de Letonia                                          | Kārlis Ulmanis          | 15-16 de mayo de 1934    | Golpe de Estado de Letonia de 1934           |
| Grecia        | Primer ministro de Grecia                                           | Ioannis Metaxás         | 4 de agosto de 1936      | Régimen del 4 de agosto                      |
| Brasil        | Presidente de Brasil                                                | Getúlio Vargas          | 10 de noviembre de 1937  | Golpe de Estado en Brasil de 1937            |
| Uruguay       | Presidente de Uruguay                                               | Alfredo Baldomir        | 21 de febrero de 1942    | Golpe de Estado en Uruguay de 1942           |
| Rumania       | Rey de Rumania                                                      | Miguel I de Rumanía     | 23 de agosto de 1944     | Golpe de Estado en Rumania de 1944           |
| Bolivia       | Presidente de Bolivia                                               | Mamerto Urriolagoitia   | 16 de mayo de 1951       | Hugo Ballivián#Gabinete ministerial          |
| Tailandia     | Comandante Supremo de Tailandia                                     | Sarit Thanarat          | 20 de octubre de 1958    | Autogolpe de estado en Tailandia de 1958     |
| Lesoto        | Primer ministro de Lesoto                                           | Leabua Jonathan         | 30 de enero de 1970      | Golpe de Estado en Lesoto de 1970            |
| Tailandia     | Primer ministro de Tailandia                                        | Thanom Kittikachorn     | 18 de noviembre de 1971  | Autogolpe de estado en Tailandia de 1971     |
| Filipinas     | Presidente de Filipinas                                             | Ferdinand Marcos        | 23 de septiembre de 1972 | Proclamación n.º 1081                        |
| Corea del Sur | Presidente de Corea del Sur                                         | Park Chung-hee          | 17 de octubre de 1972    | Restauración de Octubre                      |
| Finlandia     | Presidente de Finlandia                                             | Urho Kekkonen           | 18 de enero de 1973      | Urho Kekkonen#Prórroga del mandato (1973)    |
| Uruguay       | Presidente de Uruguay                                               | Juan María Bordaberry   | 27 de junio de 1973      | Golpe de Estado en Uruguay de 1973           |
| Alto Volta    | Presidente de Alto Volta                                            | Sangoulé Lamizana       | 8 de febrero de 1974     | Golpe de Estado en Alto Volta de 1974        |
| Bolivia       | Presidente de Bolivia                                               | Hugo Banzer             | 9 de noviembre de 1974   | Decreto Ley N.º 11947                        |
| China         | Primer ministro del Consejo de Estado de la República Popular China | Hua Guofeng             | 6 de octubre de 1976     | Banda de los Cuatro                          |
| Perú          | Presidente de Perú                                                  | Alberto Fujimori        | 5 de abril de 1992       | Autogolpe de Estado de Perú de 1992          |
| Rusia         | Presidente de Rusia                                                 | Borís Yeltsin           | 21 de septiembre de 1993 | Crisis constitucional rusa de 1993           |
| Camboya       | Primer ministro de Camboya                                          | Hun Sen                 | 1997                     | Crisis de Camboya de 1997                    |
| Pakistán      | Presidente de Pakistán                                              | Pervez Musharraf        | 3 de noviembre de 2007   | Estado de emergencia de Pakistán de 2007     |
| Venezuela     | Presidente de Venezuela                                             | Nicolás Maduro          | 29 de marzo de 2017      | Crisis institucional de Venezuela            |
| El Salvador   | Presidente de El Salvador                                           | Nayib Bukele            | 1 de mayo de 2020        | Crisis política en El Salvador de 2021       |
| Rusia         | Presidente de Rusia                                                 | Vladímir Putin          | 4 de julio de 2020       | Enmiendas a la Constitución de Rusia de 2020 |
| Túnez         | Presidente de Túnez                                                 | Kaïs Saied              | 25 de julio de 2021      | Crisis política tunecina de 2021             |
| Sudán         | Presidente del Consejo de Soberanía                                 | Abdelfatah al Burhan    | 25 de octubre de 2021    | Golpe de Estado en Sudán de octubre de 2021  |

## Acontecimientos notables descritos como intentos de autogolpe
| País           | Cargo                            | Jefe de Estado      | Fecha                                     | Evento                                               |
| -------------- | -------------------------------- | ------------------- | ----------------------------------------- | ---------------------------------------------------- |
| Guatemala      | Presidente de Guatemala          | Jorge Serrano Elías | 25 de mayo de 1993                        | Serranazo                                            |
| Indonesia      | Presidente de Indonesia          | Abdurrahman Wahid   | 23 de julio de 2001                       | Decreto de Abdurrahman Wahid del 23 de julio de 2001 |
| Malasia        | Primer ministro de Malasia       | Mahathir Mohamad    | 23 de febrero de 2020-1 de marzo de 2020  | Crisis política de Malasia 2020-2022                 |
| Estados Unidos | Presidente de los Estados Unidos | Donald Trump        | 3 de noviembre de 2020-6 de enero de 2021 | Asalto al Capitolio de los Estados Unidos de 2021    |
| Perú           | Presidente del Perú              | Pedro Castillo      | 7 de diciembre de 2022                    | Intento de autogolpe de Estado de Perú de 2022       |
| Corea del Sur  | Presidente de Corea del Sur      | Yoon Suk-yeol       | 3-4 de diciembre de 2024                  | Ley marcial de Corea del Sur en 2024                 |